# Emil Frederiksen
Emil Frederiksen, född 2 juni 1902, död 2 maj 1992, var en dansk litteraturkritiker.
Frederiksen gjorde under 1920-talet studieresor till Tyskland och Frankrike samt studerade 1925–1926 i Uppsala och Berlin. Han blev 1927 magisterkonferens och verkade 1930–1937 som lektor i danska språket och litteraturen vid Stockholms högskola, samtidigt som han var reselektor vid svenska skolor. Frederiksen var adjunkt vid Øregaards gymnasium 1938–1944 och övergick därefter till Berlingske Tidende, där han var anställd som litteraturkritiker. Frederiksen blev 1936 medarbetare i Gads danske Magasin och var från 1942 dess redaktör. Han framträdde som litteraturhistoriker med en hel del mindre studier i olika tidskrifter samt utgav Modern dansk litteratur (1931, på svenska), Fra Saxo Grammaticus til Hjalmar Gullberg (1944), Ung dansk Litteratur (1945), Johannes Jørgensens Ungdom (1946) och Den unge Grundtvig og andre Essays (1948).